# Bruno Tetzner
Bruno Tetzner (* 6. Februar 1922 in Remscheid; † 25. Juli 2008 in Wermelskirchen) war ein deutscher Kirchenmusiker, Musikpädagoge, Hochschullehrer und Kulturpolitiker. Er war maßgeblich beteiligt an der Gründung des Verbandes deutscher Musikschulen, der Bundesvereinigung Kulturelle Kinder- und Jugendbildung, des Deutschen Kulturrates sowie der Akademie Remscheid für musische Bildung und Medienerziehung, deren langjähriger Direktor er war. Zudem war er Professor an der Hochschule für Musik und darstellende Kunst in Hamburg. Im Jahr 1980 erhielt er den Verdienstorden der Bundesrepublik Deutschland. 1985 wurde er aufgrund seines entscheidenden Anteils an der Erweiterung des Berufsbildes des Künstlers im pädagogischen und sozialen Bereich mit dem Bundesverdienstkreuz 1. Klasse ausgezeichnet.

## Leben und Schaffen
Bruno Tetzner war der Sohn des Druckereileiters Bruno Tetzner und von Mathilde Tetzner, geborene Schaub. Tetzner war evangelisch und sein Leben war seit seiner Kindheit durch Musik und sein musikalisches Engagement in der Evangelischen Jugend geprägt, allerdings war ihm kriegsbedingt kein künstlerisches Studium möglich, sodass er nach dem Besuch des Gymnasiums stattdessen von 1939 bis 1941 eine Ausbildung zum Exportkaufmann absolvierte. Von 1945 bis 1948 studierte er Kirchenmusik. Nach der Rückkehr von einem Kriegseinsatz und anschließender Gefangenschaft begann er 1948 eine Beamtenlaufbahn bei der Stadt Remscheid, schloss die Ausbildung dazu 1951 ab und war in Remscheid zuletzt ab 1956 stellvertretender Leiter des Kulturamtes. Im Jahr 1951 heiratete er Ilse Goebel, mit der er zwei Kinder (Christoph und Ulrich Tetzner) hatte. Auf sein Engagement in der Stadt ist die Gründung der Musikschule Remscheid im Jahre 1953 mit Karl Lorenz als Gründungsleiter als eine der ersten Musikschulen in Deutschland zurückzuführen wie auch der Aufbau der Akademie Remscheid für Kulturelle Bildung (zunächst als Musische Bildungsstätte Remscheid) in Remscheid-Küppelstein im Jahre 1958 mit Wilhelm Twittenhoff als Gründungsdirektor, den er bis 1968 auch vertrat, deren Leitung er dann 1968 bis zu seinem Ruhestand selbst übernahm. Dabei folgte er Twittenhoff nicht nur als Direktor der Akademie nach, sondern folgte ihm 1965 auch bei der Bundesvereinigung Kulturelle Kinder- und Jugendbildung nach, deren Vorsitzender er bis zum Jahre 2000 blieb.
Er gehörte zu den tatkräftigsten und profiliertesten Persönlichkeiten der Musik- und Kulturpolitik der zweiten Hälfte des 20. Jahrhunderts und war wesentlich beteiligt an der Gründung zahlreicher Bundesverbände. Neben seinem Engagement bei der Bundesvereinigung Kulturelle Kinder- und Jugendbildung war er unter anderem Gründungsmitglied des Verbandes deutscher Musikschulen, des Deutschen Musikrates und des Deutschen Kulturrates. Er war zudem Vizepräsident vom Landesmusikrat Nordrhein-Westfalen. Auf Tetzner geht auch die Gründung der Landesvereinigung Kulturelle Jugendbildung in Nordrhein-Westfalen zurück, auf die viele analoge Gründungen in anderen Bundesländern folgten. Nach der Wende engagierte er sich stark für den Aufbau entsprechender Strukturen in den Neuen Bundesländern.
Musikalisch setzte er sich für die Förderung des Jazz in Deutschland ein und erhielt dafür die Ehrenbürgerschaft der Stadt New Orleans. Er war zudem ausgebildeter Kirchenmusiker, spielte schon 1938 die Orgel für die Evangelische Johannes-Kirchengemeinde und leitete bis ins hohe Alter dort seinen Chor. Sein Grab befindet sich auf dem Westfriedhof Remscheid-Reinshagen.